# Macchina a vapore di Thomas Newcomen
 La macchina di Newcomen, sviluppata da Thomas Newcomen nel 1705 (anche se il brevetto fu accettato solo sette anni dopo, nel 1712), sostanzialmente la prima applicazione del vapore ad un processo industriale, è una pompa a pistone azionata da un motore a vapore a condensazione interna. Essa fu protagonista della prima rivoluzione industriale, in quanto appunto primo esempio di applicazione dell'energia trasmissibile con il vapore, ovvero della trasformazione di energia chimica (data dalla ossidazione combustiva del carbonio con ossigeno) in energia meccanica (espressa in lavoro di sollevamento).

## Funzionamento

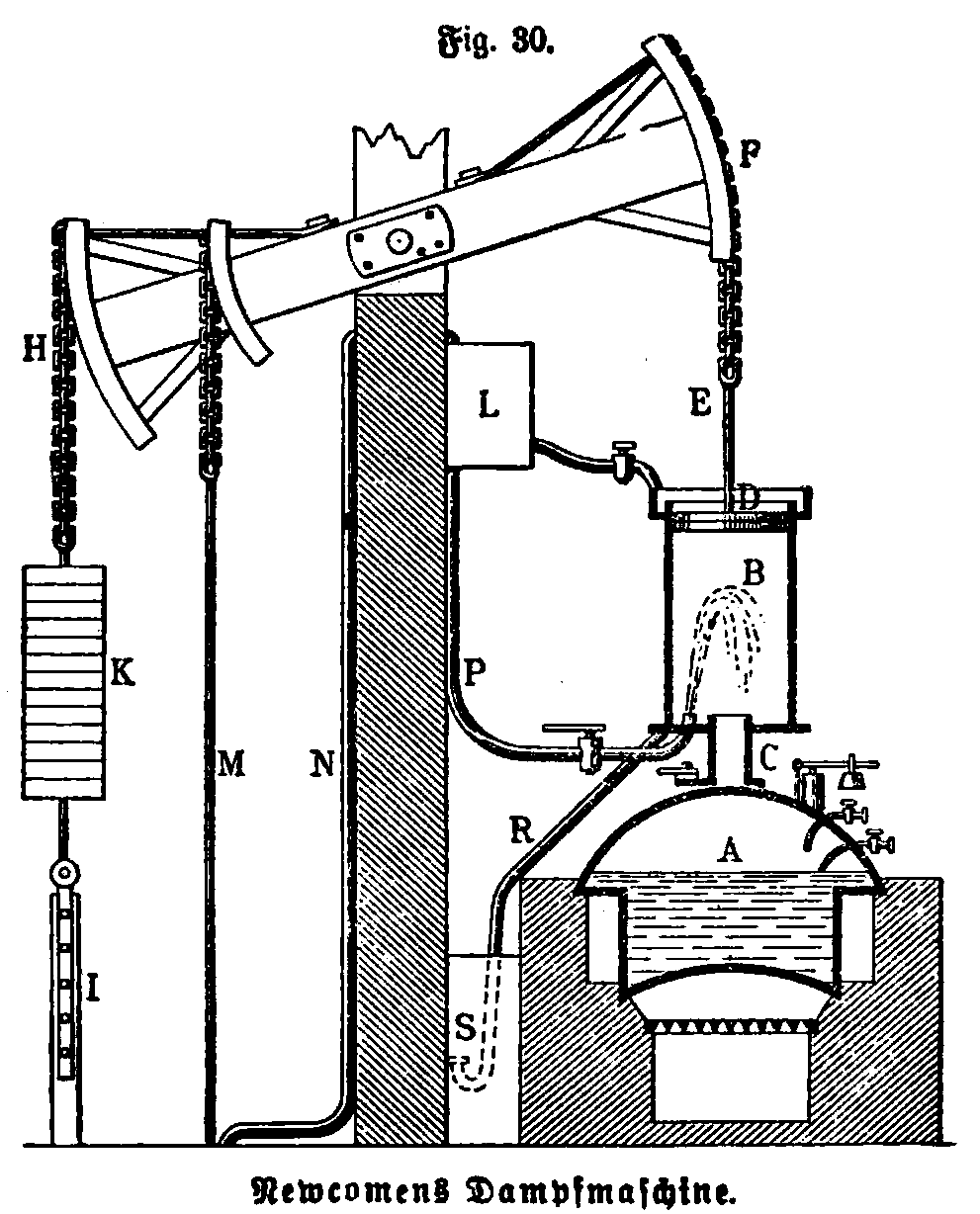
Schema della macchina di Newcomen.

Funzionamento della Macchina di Newcomen.

La caldaia A produce vapore, che si espande nella camera B (il cilindro del motore), raggiungendo la pressione che compete alla temperatura raggiungibile dall'acqua. Il pistone D si solleva (la forza, e quindi la pressione necessaria, è limitata grazie al contrappeso K). Nel suo movimento, il pistone libera il bilanciere H - F che, grazie al contrappeso, si sposta verso il basso nel lato (nella figura) sinistro. Quando il pistone raggiunge il punto morto superiore, dal serbatoio L viene alimentata acqua, sia sulla faccia superiore del pistone sia all'interno del  CILINDRO . 
Il vapore presente all'interno di questo è così condensato, e la pressione interna cade a valori molto bassi: la pressione atmosferica agisce allora sul pistone facendolo scendere, e quindi abbassando il braccio destro del bilanciere e contemporaneamente sollevando il sinistro; il pistone della pompa I si solleva, estraendo acqua (o comunque compiendo lavoro meccanico). Al termine dell'estrazione, l'acqua viene drenata, e il ciclo si ripete.
Il serbatoio L, nella configurazione originale, era alimentato, tramite la tubazione N, da una pompa ausiliaria azionata dal tirante/puntone M. La forza esercitata sul tirante H dipendeva evidentemente dalla dimensione del cilindro; un cilindro con alesaggio 1 piede (304,8 mm) consentiva il pompaggio di circa 600 litri di acqua (incluse le forze necessarie al movimento del contrappeso), per una portata dell'ordine dei 10 m3/h, di tutto rispetto per i tempi.
Questa macchina fu poi perfezionata con la macchina a vapore di James Watt, che concepì il condensatore esterno, consentendo così sia lo sfruttamento della pressione del vapore, normalmente superiore alla pressione atmosferica, sia il funzionamento del cilindro su ambo i lati (sfruttando il distributore di sua invenzione).